# أليكس جونز (مقدم تلفزيوني)
أليكس جونز (بالإنجليزية: Alex Jones) (و. 1977  م) هي مقدمة تلفزيونية من المملكة المتحدة، وويلز.

## التعليم
تعلمت في جامعة أبيريستويث
.

## وصلات خارجية
- أليكس جونز على موقع IMDb (الإنجليزية)
- أليكس جونز على موقع قاعدة بيانات الفيلم (الإنجليزية)

- أليكس جونز في قاعدة بيانات الأفلام على الإنترنت